# Per Krafft (młodszy)
Per Krafft (młodszy) (ur. 11 lutego 1777 w Sztokholmie, zm. 11 grudnia 1863 tamże) – szwedzki malarz portrecista, rysownik i litograf.

## Życiorys
Podstaw malarstwa uczył się u swojego ojca, Pera Kraffta (starszego), który był uznanym malarzem portrecistą. W latach 1783–1796 studiował w Szwedzkiej Królewskiej Akademii Sztuki pod kierunkiem Lorensa Pascha (młodszego). W 1795 wyjechał do Paryża i studiował w klasycystycznej szkole malarskiej Davida, będąc jego jedynym szwedzkim uczniem. Następnie wyjechał do Włoch, gdzie przez kilka lat studiował dzieła mistrzów renesansu, głównie w Rzymie.
W 1805 wrócił do Sztokholmu, gdzie otrzymał nominację na nadwornego malarza Karola XIII. W 1808 został wybrany zastępcą profesora Akademii, a następnie – po śmierci Carla Frederika von Bredy w 1818 – mianowany profesorem rysunku; stanowisko to piastował do 1856.
Jego siostra, Wilhelmina Krafft, uprawiała malarstwo miniaturowe.

## Twórczość
Będąc nadwornym malarzem wykonał kilka portretów, w tym ceremonialnych, Karola XIII i Karola XIV Jana oraz innych członków rodziny królewskiej. W 1828 namalował cykl obrazów przedstawiających koronację króla Karola XIV Jana w 1818. Jednak głównie był portrecistą bogatego mieszczaństwa. Malował też sceny historyczne, batalistyczne oraz kilka obrazów o tematyce religijnej.
Krafft był jednym z pierwszych szwedzkich litografów i wykonał w tej technice portrety Gustawa I i Karola XIV Jana.
Współcześnie prace Pera Kraffta młodszego były wielokrotnie oferowane przez domy aukcyjne. Najwyższą od 2010 cenę 8,940 dolarów uzyskano ze sprzedaży w 2019 obrazu olejnego na płótnie Porträtt föreställande kung Karl XIV Johan (100 × 66,5 cm) w Uppsala Auktionskammare.

## Galeria

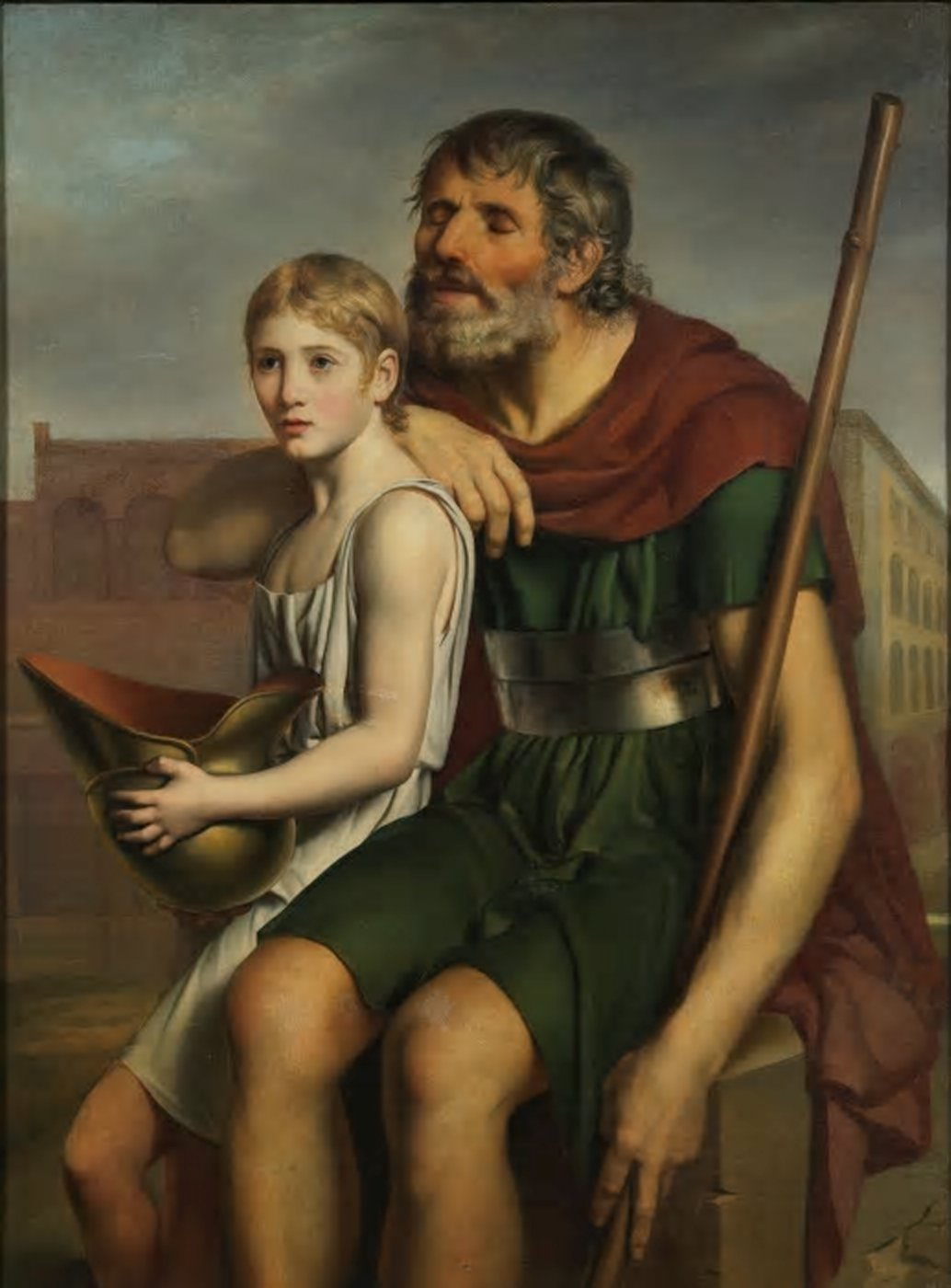
Belisarius  (1799)
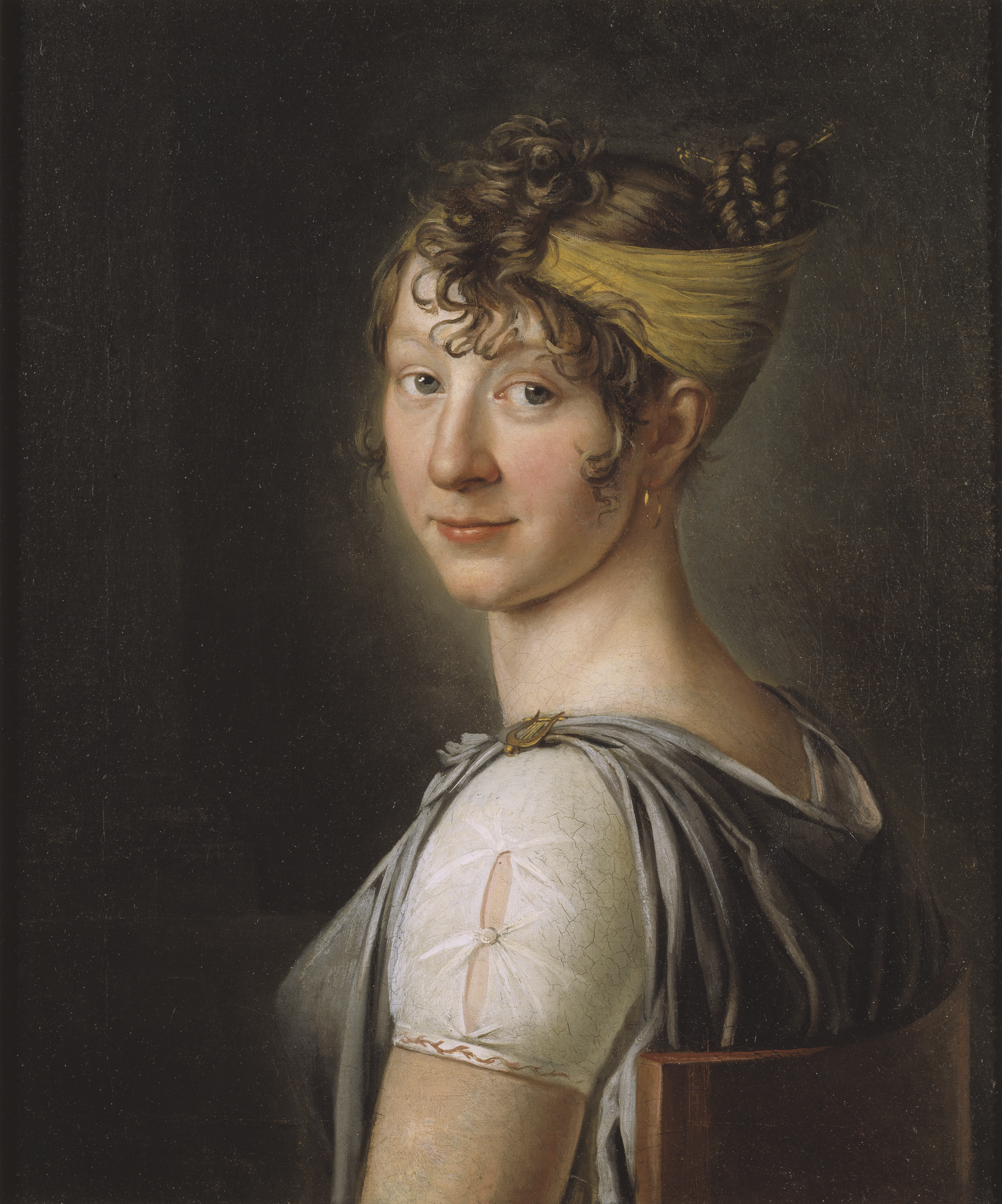
Portret Wilhelminy, siostry artysty (1806)
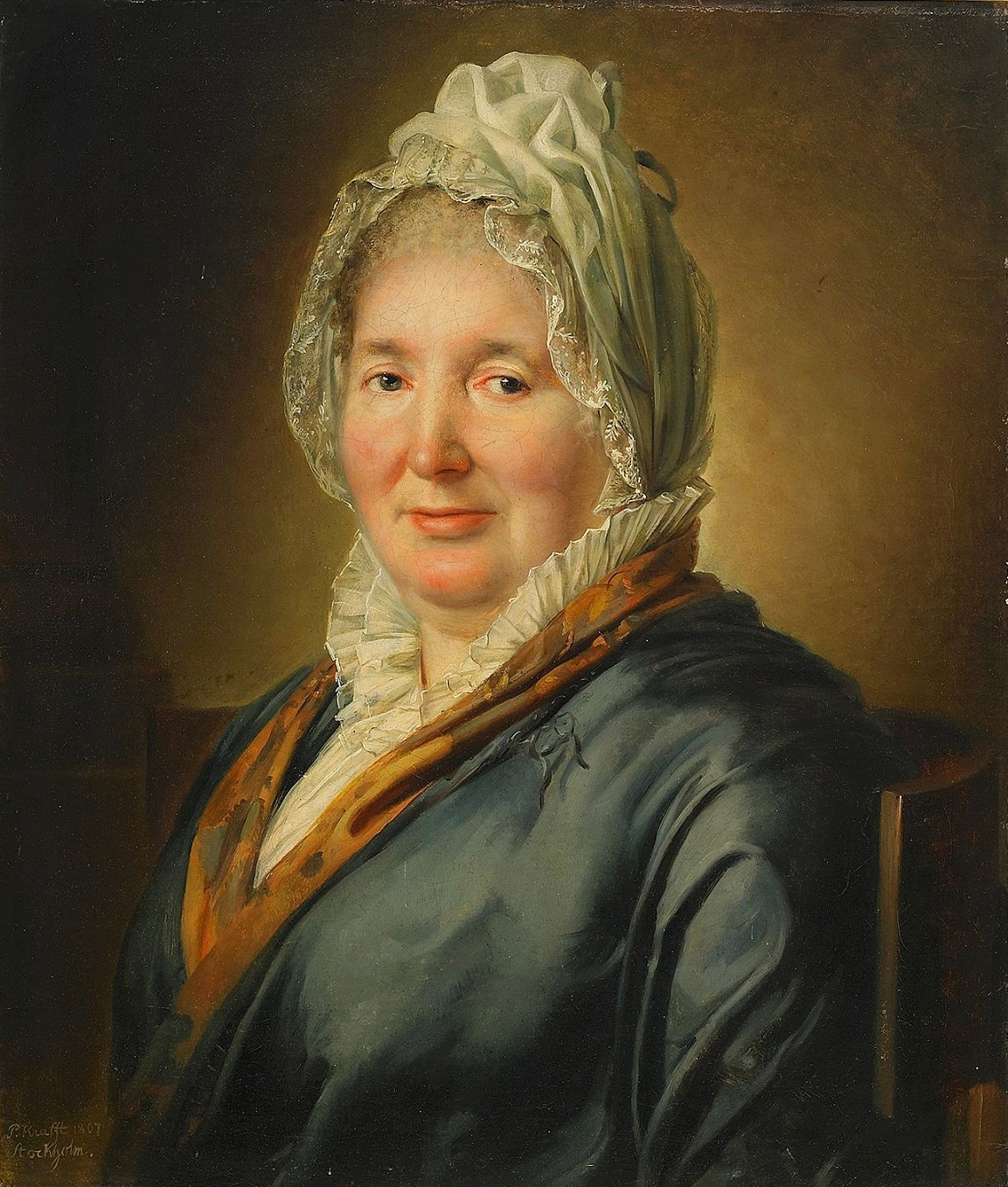
Portret Christiny Hjorth (1807)
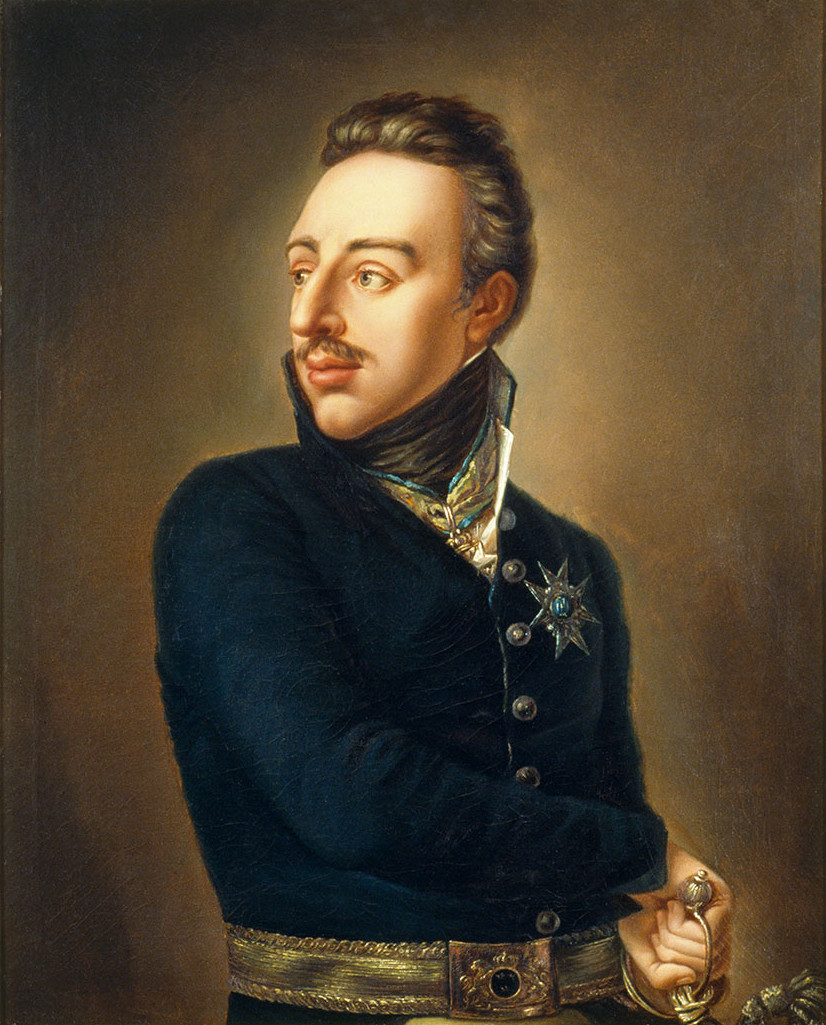
Portret Gustawa IV Adolfa (1809)
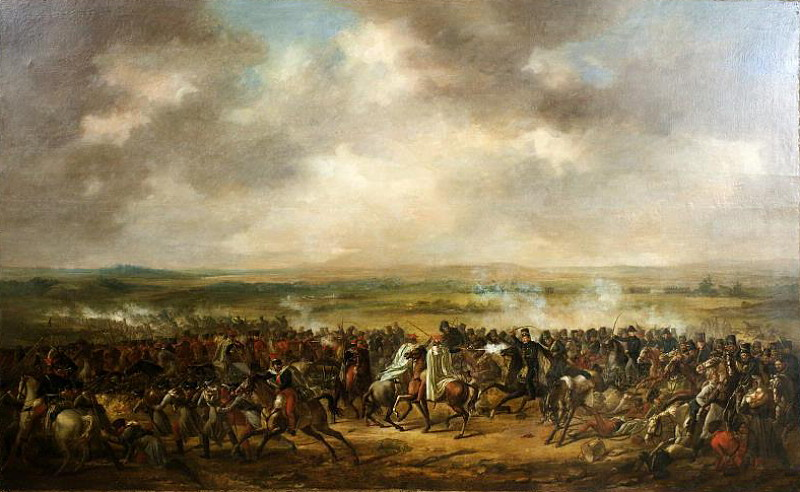
Bitwa pod Bornhöft (1813)
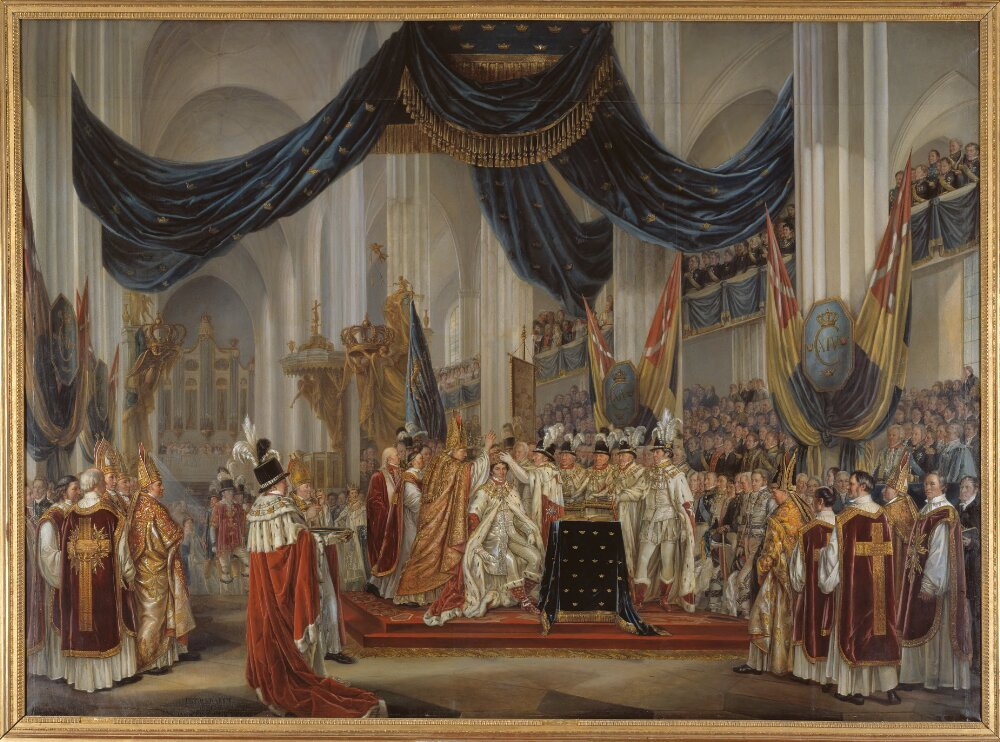
Koronacja Karola XIV Jana 1818